# Gymnoclytia melanosoma
Gymnoclytia melanosoma là một loài ruồi trong họ Tachinidae.